# Корал Баттсворт
Корал Баттсворт (англ. Coral Buttsworth; 7 червня 1900 — 20 грудня 1985) — колишня австралійська тенісистка.
Перемагала на турнірах Великого шолома в одиночному розряді.

## Фінали турнірів Великого шолома

### Одиночний розряд (2–1)
| Результат | Рік  | Турнір              | Покриття | Суперниця              | Рахунок       |
| --------- | ---- | ------------------- | -------- | ---------------------- | ------------- |
| Перемога  | 1931 | Чемпіонат Австралії | Трава    | Марджорі Кокс Кроуфорд | 1–6, 6–3, 6–4 |
| Перемога  | 1932 | Чемпіонат Австралії | Трава    | Катлін Ле Мессурієр    | 6–4, 9–7      |
| Поразка   | 1933 | Чемпіонат Австралії | Трава    | Джоан Гартіґан         | 4–6, 3–6      |

### Парний розряд (1 перемога)
| Результат | Рік  | Турнір              | Покриття | Партнерка              | Суперниці                         | Рахунок  |
| --------- | ---- | ------------------- | -------- | ---------------------- | --------------------------------- | -------- |
| Перемога  | 1932 | Чемпіонат Австралії | Трава    | Марджорі Кокс Кроуфорд | Дороті Вестон Катлін Ле Мессурієр | 6–2, 6–2 |

## Часова шкала турнірів Великого шлему в одиночному розряді
| W | Ф | ПФ | ЧФ | #Р | КТ | К# | DNQ | A | NH |

| Турнір               | 1925  | 1926  | 1927  | 1928  | 1929  | 1930  | 1931  | 1932  | 1933  | Career SR |
| -------------------- | ----- | ----- | ----- | ----- | ----- | ----- | ----- | ----- | ----- | --------- |
| Чемпіонат Австралії  | 1р    |       |       | 2р    |       |       | П     | П     | Ф     | 2 / 5     |
| Чемпіонат Франції    |       |       |       |       |       |       |       |       |       | 0 / 0     |
| Вімблдонський турнір |       |       |       |       |       |       |       |       |       | 0 / 0     |
| Чемпіонат США        |       |       |       |       |       |       |       |       |       | 0 / 0     |
| SR                   | 0 / 1 | 0 / 0 | 0 / 0 | 0 / 1 | 0 / 0 | 0 / 0 | 1 / 1 | 1 / 1 | 0 / 1 | 2 / 5     |